# Kamera lens
Kamera lens es un organismo flagelado unicelular y miembro único del género Kamera. Aunque se conoce la especie desde hace siglos, no está bien estudiado. 

## Anatomía, nutrición y reproducción
Kamera lens es un organismo heterótrofo, nadador e independiente. La célula es pequeña (6-7 x 2,5-3 micrómetros de media) y ovalada, la base de sus dos largos flagelos está bajo el extremo (subapical). Solo tiene un núcleo. No se conocen características ultraestructurales.
Kamera lens vive como un saprótrofo y puede encontrarse también en infusiones de heno. William Saville Kent informó de masas de esporas en tal infusión en 1880.

## Taxonomía e historia
La primera descripción válida (como Monas lens) fue publicada por Otto Friedrich Müller en 1773. William Saville Kent lo colocó en 1880 en el género Heteromita. Edwin Klebs lo cambió Bodo en 1892, pero fue rechazado por by H.M. Woodcock, quién separó la especie en 1916 como Heteromastix lens en un género propio. Su descripción insuficiente fue actualizada por David J. Patterson y Michael Zöffel en 1991, quien llamó al género Kamera, haciendo un juego de palabras con el epíteto de la especie superviviente. Debido a la falta de datos ultraestructurales o moleculobiológicos se desconoce el rango biológico de la especie, a veces colocado como incertae sedis como eucariota. 